# Бойова молодь
«Бойова́ мо́лодь» — часопис секції молоді Товариства Український Робітничо-фермерський дім у Канаді.
Видавався у 1930—1932, під редакцією Бойда Джона (Бойчука Івана). Як і його попередник — «Світ молоді», журнал «Бойова молодь» закликав молодь до спільної з усіма трудящими боротьби проти всевладдя капіталу, виступав проти загрози війни, висвітлював успіхи СРСР.
Часопис «Бойова молодь» припинив своє існування в зв'язку з матеріальними труднощами.